# Власкин, Александр Петрович
Алекса́ндр Петро́вич Вла́скин (род. 20 сентября 1952, Магнитогорск, Челябинская область) — советский и российский филолог, литературовед, культуролог. Специалист в области русской классической литературы, русской религиозной культуры, творчества Ф. М. Достоевского. Доктор филологических наук (1995), профессор (1995).
С 1985 по 2014 г. заведующий кафедрой русской литературы Магнитогорского государственного университета (МаГУ). Член Международного Общества Ф. М. Достоевского (англ. International Dostoevsky Society). Член редколлегии литературного журнала «Вестник Российской литературы» и австралийского научного журнала «The Dostoevsky Joгrnal». Автор 2 монографий, нескольких учебных пособий, свыше 100 научных статей.

## Биография
Родился 20 сентября 1952 г. в Магнитогорске. В 1978 г. окончил факультет русского языка и литературы Магнитогорского педагогического института. После окончания института работал секретарем комитета ВЛКСМ в системе профтехобразования (1978—1979 гг.). Затем был принят на работу в МГПИ на должность лаборанта кафедры русской и зарубежной литературы. В 1980 г. поступил в очную аспирантуру при Ленинградском пединституте им. Герцена. Окончил аспирантуру и защитил кандидатскую диссертацию в 1984 г. Вернулся на кафедру русской и зарубежной литературы МГПИ и на ней, в течение года, прошёл путь от ассистента (затем старшего преподавателя, доцента) до заведующего кафедрой (с 1984 по 1991 и с 1994 по 2014 г.). С 1991 по 1994 г., в должности старшего научного сотрудника, работал над докторской диссертацией, которую защитил в Уральском госуниверситете (Екатеринбург).
На протяжении ряда лет на общественных началах занимал выборную должность — председателя городского правления «Общества книголюбов», был делегатом Всесоюзного съезда книголюбов. В рамках программы общества прочитал десятки лекций просветительской направленности — о книгах и об авторах — перед самой разнообразной аудиторией.

## Научная деятельность
В исследованиях А. П. Власкина разработан ряд актуальных литературоведческих проблем прочтения русской классики XIX века, в числе которых «Достоевский, Лев Толстой, Лесков, Глеб Успенский — и религиозная культура», разработан ряд новаторских курсов вузовского изучения русской классики, среди которых «Альтернативный курс изучения русской литературы», «Аксиологический аспект изучения», «Проблемный аспект истории русской литературы».
Особое место в сфере научных интересов А. П. Власкина занимает изучение творчества Ф. М. Достоевского. В частности, в его работах глубоко исследован характер личной религиозности великого русского писателя-духовидца, а также художественное воплощение в его произведениях различных явлений христианской культуры (от народной до церковной).
Под научным руководством А. П. Власкина с конца 1990-гг. подготовлено и защищено 14 кандидатских и 5 докторских диссертаций (научное консультирование). Он — создатель особой «научной школы» в руководимом им коллективе (зарегистрирована в 2009 г. как научная школа А. П. Власкина). С 1997 по 2012 г. являлся председателем диссертационного совета (вначале кандидатского, с 2007 г. — докторского) при Магнитогорском государственном университете. Приглашенный участник международных научных симпозиумов в Москве, Женеве, Будапеште и Неаполе.

## Награды
- Медаль Пушкина (14 сентября 2000 года) — за заслуги в обучении и воспитании учащихся, подготовку высококвалифицированных специалистов и многолетний добросовестный труд[2].